# Ченгич
Ченгич (серб. Ченгић / Čengić) — село в общине Биелина Республики Сербской Боснии и Герцеговины. Население составляет 936 человек по переписи 2013 года.

## Достопримечательности
Село расположено в 14 километрах от Биелины. Есть православная церковь.